# Mateusz Przybylko
Mateusz Przybylko (né le 9 mars 1992 à Bielefeld) est un athlète allemand, spécialiste du saut en hauteur.

## Carrière
En 2015, il porte son record à 2,30 m à Weinheim, avant de terminer 3e des Championnats d'Europe par équipes à Tcheboksary.
Le 25 juin 2017, à Bottrop, il bat son record de 5 centimètres pour le porter à 2,35 m, deuxième meilleure performance mondiale de l'année.
Le 1er mars 2018, Mateusz Przybylko remporte la médaille de bronze des championnats du monde en salle de Birmingham avec un saut à 2,29 m, derrière Mutaz Essa Barshim et Danil Lysenko.

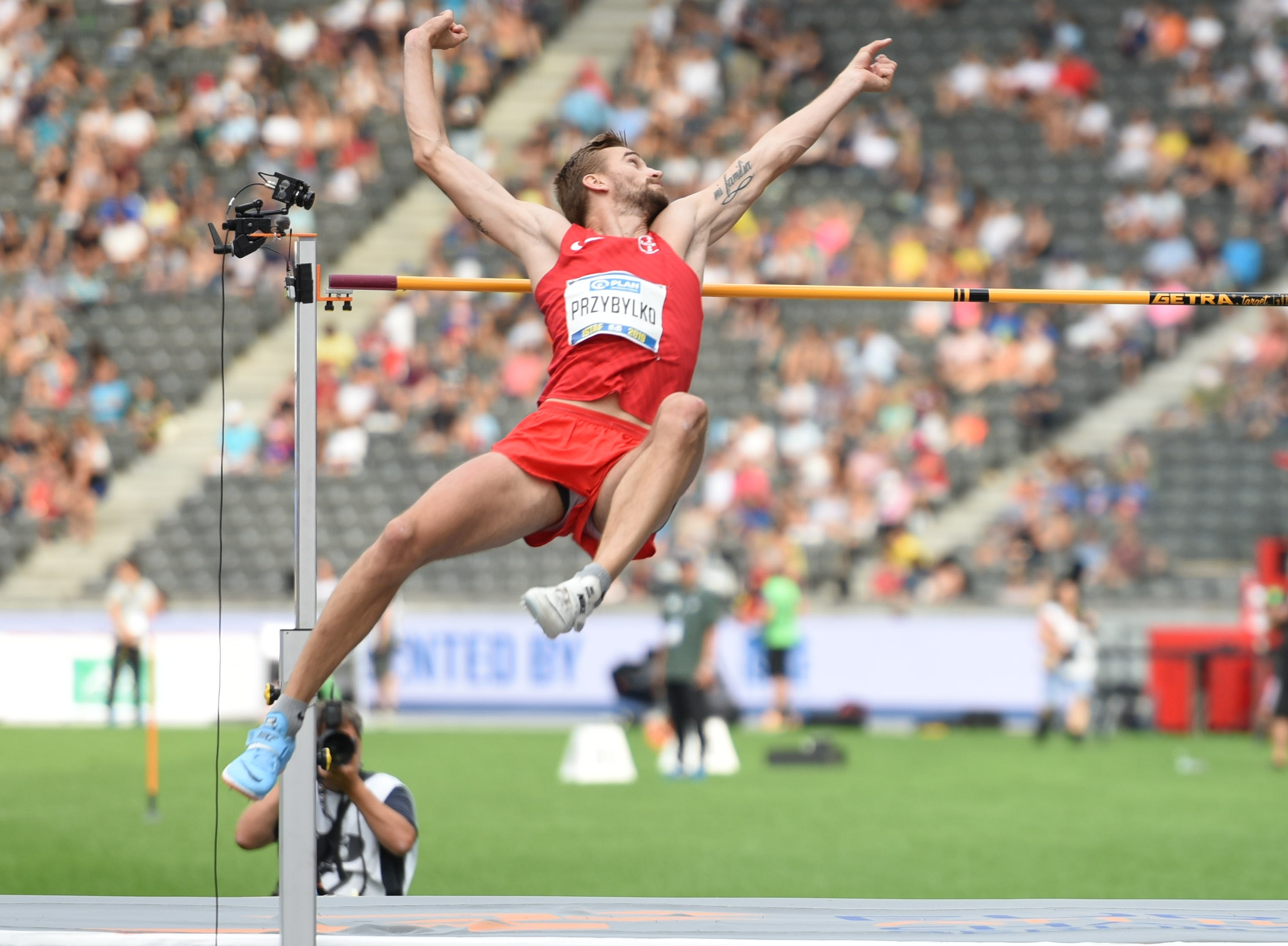
Mateusz Przybylko, 2019

Le 22 juillet 2018, il saute 2,31 m à Nuremberg pour remporter les Championnats allemands.
Le 9 août 2018, il se qualifie pour la finale des championnats d'Europe de Berlin, en réalisant 2,25 m au 1er essai. Deux jours plus tard, devant son public, Przybylko décroche le titre européen avec 2,35 m, record personnel égalé, devant Maksim Nedasekau (2,33 m) et Ilya Ivanyuk (2,31 m).
C'est le frère du footballeur Kacper Przybyłko.

## Palmarès
| Date | Compétition                       | Lieu             | Résultat | Marque |
| ---- | --------------------------------- | ---------------- | -------- | ------ |
| 2009 | Championnats du monde cadets      | Bressanone       | 11e      | 2,09 m |
| 2013 | Championnats d'Europe espoirs     | Tampere          | 5e       | 2,24 m |
| 2017 | Championnats d'Europe en salle    | Belgrade         | 7e       | 2,27 m |
| 2017 | Championnats du monde             | Londres          | 5e       | 2,29 m |
| 2017 | Ligue de diamant                  | Ligue de diamant | 9e       | 2,20 m |
| 2018 | Championnats du monde en salle    | Birmingham       | 3e       | 2,29 m |
| 2018 | Championnats d'Europe             | Berlin           | 1er      | 2,35 m |
| 2018 | Ligue de diamant                  | Ligue de diamant | 2e       | 2,33 m |
| 2019 | Championnats d'Europe en salle    | Glasgow          | 8e       | 2,18 m |
| 2019 | Championnats d'Europe par équipes | Bydgoszcz        | 4e       | 2,22 m |
| 2019 | Ligue de diamant                  | Ligue de diamant | 12e      | 2,20 m |
| 2021 | Championnats d'Europe en salle    | Toruń            | 7e       | 2,19 m |
| 2022 | Championnats du monde             | Eugene           | 12e      | 2,24 m |
| 2022 | Championnats d'Europe             | Munich           | 6e       | 2,23 m |

## Records
| Épreuve         | Épreuve   | Marque | Lieu           | Date                      |
| --------------- | --------- | ------ | -------------- | ------------------------- |
| Saut en hauteur | Plein air | 2,35 m | Bottrop Berlin | 25 juin 2017 11 août 2018 |
| Saut en hauteur | En salle  | 2,30 m | Dortmund       | 18 février 2018           |